# François-Michel Lantrac
François-Michel Lantrac, né le 25 juillet 1760 à Saramon, dans l'actuel département du Gers, mort le 7 décembre 1848 à Montégut dans son château de Roquetaillade, est un médecin, révolutionnaire français, procureur général-syndic puis Agent national pour le département du Gers.

## Biographie
Né dans une famille bourgeoise, il fait des études de médecine à Toulouse et est reçu docteur en médecine le 10 avril 1783. Il va se perfectionner en allant d'hôpital en hôpital.
Lorsque la Révolution éclate, il travaille à l'Hôtel-Dieu de Paris. Il adhère tout de suite au mouvement révolutionnaire. Il retourne à Saramon en 1790, pour proposer à la municipalité de soigner les indigents. Cette même année, il est nommé procureur de la Commune. Ses capacités intellectuelles et de travail, sa bienveillance le rendent très populaire. Il est élu au Conseil général du Gers en septembre 1791, puis en décembre membre du Directoire départemental. Il s'installe à Auch, anime le club des Jacobins et s'impose comme le chef des Montagnards du Gers. En août 1793, il est nommé procureur général-syndic, jusqu'à la suppression de cette fonction et son remplacement par celle d'Agent national (décembre 1793). En octobre 1793, il est membre du Comité de surveillance du département du Gers. Il devient aussi premier médecin de l'Hôpital d'Auch. 
Avec le représentant en mission Pierre-Arnaud Dartigoeyte, il mène des actions révolutionnaires, impose le culte décadaire et celui de la Raison, et tente de donner au peuple plus d'instruction et de meilleures conditions de vie mais, paradoxalement, en exerçant la Terreur sous sa forme la plus extrême.
À la chute de Robespierre, il est arrêté et libéré à plusieurs reprises. Il doit se cacher. Lors des insurrections royalistes de l'an VII, on refuse ses propositions de servir comme médecin et il s'engage comme simple soldat. Il sera ensuite nommé officier de santé.
Après la Révolution, il reprend ses fonctions de médecin. Il est membre de l'Académie de médecine. 
« [Lantrac] est un bon médecin, surtout dans une ville où pas un autre ne s’élève au-dessus du médiocre. Il a une pratique assez étendue, et comme il n’est ni cher ni exigeant cette pratique est devenue jusqu’à un certain point clientèle dans une partie du peuple. Il inspire donc à ceux qui n’ont pas vu ou qui ont oublié ses gestes révolutionnaires un certain intérêt » .
Le 25 mai 1815, il est élu par le collège du département du Gers, par 45 voix sur 83 votants, représentant à la Chambre des Cent-Jours. Ce sera sa seule et dernière représentation politique. Il se retire sur ses terres de Roquetaillade jusqu'à sa mort, peu après la proclamation de la Deuxième République.

## Note
1. ↑  Rapport du préfet du Gers à Decazes, ministre de Louis XVIII, 20 novembre 1815

## Sources
- « François-Michel Lantrac », dans Adolphe Robert et Gaston Cougny, Dictionnaire des parlementaires français, Edgar Bourloton, 1889-1891 [détail de l’édition]
- Gilbert Sourbadère, Daniel Hourquebie, Histoires de la Révolution en Gascogne, Loubatières, 1989
- Gilbert Brégail, Le Gers pendant la Révolution, Auch, Cocharaux, 1934
- Gilbert Brégail, Un révolutionnaire gersois, F. M. Lantrac (1760-1848), Auch, Cocharaux, 1905
- Didier Foucault, Amis du peuple ? Médecins du peuple ? Deux destins montagnards : Jean-Paul Marat, François-Michel Lantrac, in Cahiers du Centre d'Histoire de la Médecine de Toulouse, n° 9, 2001 Des médecins dans la Révolution française, p 47-95
- Acte de décès, Archives Départementales du Gers